# Mario Clark
Mario Clark é um ex-jogador profissional de futebol americano estadunidense.

## Carreira
Mario Clark foi campeão da temporada de 1984 da National Football League jogando pelo San Francisco 49ers.